# ميلارد كالدويل
ميلارد كالدويل (بالإنجليزية: Millard F. Caldwell)‏ هو محامي وقاضي وسياسي أمريكي، ولد في 6 فبراير 1897 في نوكسفيل في الولايات المتحدة، وتوفي في 23 أكتوبر 1984 في تالاهاسي في الولايات المتحدة. نشط حزبياً في الحزب الديمقراطي. وقد انتخب حاكم ولاية فلوريدا ‏ (2 يناير 1945 – 4 يناير 1949) وانتخب عضو مجلس النواب الأمريكي.

## وصلات خارجية
- ميلارد كالدويل على موقع مونزينجر (الألمانية)
- ميلارد كالدويل على موقع إن إن دي بي (الإنجليزية)